# Jan Sobotka (matematik)
Jan Sobotka (2. září 1862 Řepníky – 10. května 1931 Praha-Královské Vinohrady) byl český matematik. Zabýval se geometrií, zejména deskriptivní.

## Život
Po absolvování německé reálky v Praze na Kampě pokračoval Jan Sobotka v letech 1881–1886 ve studiu na české univerzitě a na české technice v Praze. V letech 1886–1891 byl asistentem na technice, kde suploval přednášky za Františka Tilšera, který byl poslancem. V roce 1891 studuje Sobotka u Wilhelma Fiedlera na technice v Curychu. Poté pokračoval v suplování za profesora Tilšera a v roce 1893 odjel na studijní pobyt do Vratislavi. Protože v českých zemích nenašel místo ani na vysoké, ani na střední škole, odešel do Vídně na reálku ve 4. okrese. Po dvou letech byl jmenován asistentem deskriptivní geometrie na vídeňské technice a v březnu roku 1897 pak mimořádným profesorem deskriptivní geometrie, projektivní geometrie a grafického počítání. K návratu domů ho přiměla nabídka, kterou dostal v roce 1899, aby se stal prvním profesorem deskriptivní geometrie na nově zřízené české technice v Brně. V letech 1900–1901 byl na tamním odboru stavebního inženýrství děkanem. Odtud odešel v roce 1904 Sobotka do Prahy, kde je jmenován profesorem matematiky na filozofické fakultě Karlo-Ferdinandovy univerzity. Po vzniku přírodovědecké fakulty v roce 1920 na ní působil až do své smrti.

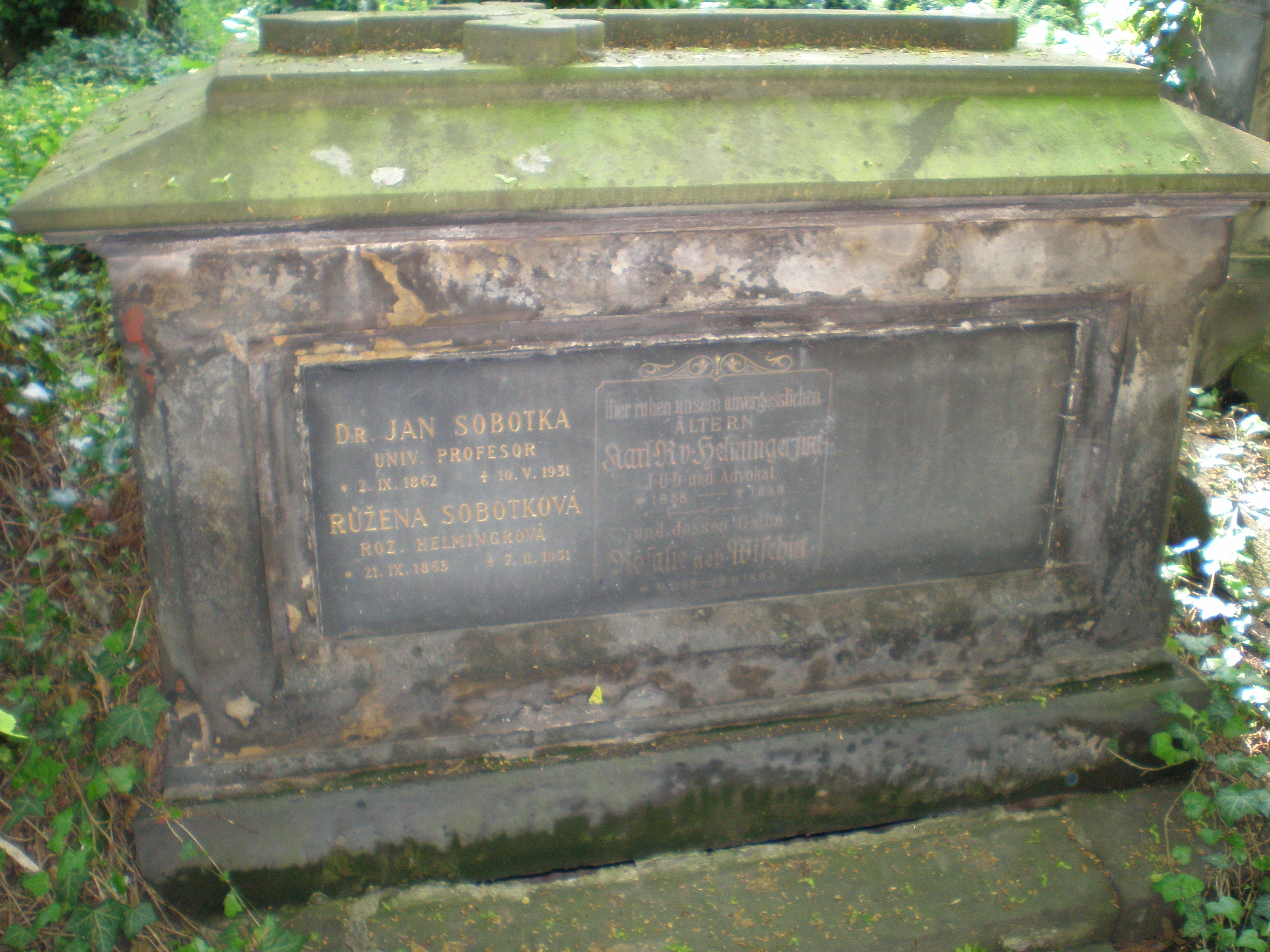
Hrob Jana Sobotky na Olšanských hřbitovech v Praze

### Rodina
Dne 26. září 1891 se oženil s Růženou z Helmingerů (1863—1951). Manželé Sobotkovi měli syna Ericha.

## Dílo
S publikační prací začal Jan Sobotka v roce 1885. Hlavním oborem jeho vědeckého zájmu byla deskriptivní geometrie, do níž spadají práce jednak ze zobrazovacích metod, jednak z konstruktivní geometrie křivek a ploch. Velmi významné jsou zejména jeho práce z rovnoběžné axonometrie, z nichž přešly do literatury tzv. Sobotkovy konstrukce, které uvádějí vztahy mezi kosoúhlou axonometrií a sdruženými pravoúhlými průměty. Pracoval však i v dalších oblastech geometrie (diferenciální geometrie, projektivní geometrie, elementární geometrie, kinematická geometrie). Jeho dílo představuje více než sto často dosti obšírných pojednání. Mezi stěžejní díla Jana Sobotky patří monografie:
- Deskriptivní geometrie promítání paralelního (1906)
- Diferenciální geometrie (1909)
- O geometrických příbuznostech (1916)

V první z nich podal v mnohých částech zcela původní výklad základních zobrazovacích metod založených na rovnoběžném promítání.